# Elisabetta Sirani
Elisabetta Sirani (8. ledna 1638, Bologna, Itálie – 28. srpna 1665, Bologna, Itálie) byla italská barokní malířka a grafička, která zemřela za nejasných okolností ve věku 27 let. Byla nejen průkopnickou umělkyní, založila také v Bologni akademii pro další umělkyně.

## Život
Elisabetta Sirani se narodila v Bologni dne 8. ledna 1638, jako nejstarší ze čtyř dětí v umělecké rodině Margherity a Giovanni Andrea Sirani. Jejím prvním učitelem malby byl otec, učila se v jeho umělecké dílně. Byl jedním z umělců tzv. boloňské školy, žákem Guida Reniho a zároveň obchodníkem s uměním.
Její biografie je obsažena ve dvoudílném díle Carla Cesare Malvasia „Felsina pittrice: vite de’pittori bolognesi“ (Životy boloňských malířů), poprvé publikovaném v roce 1678. Malvasia znal rodinu Sirani osobně, právě on rozpoznal Elizabettin talent. Přesvědčil jejího otce, aby ji učil malovat, i když je pravděpodobné, že ona sama byla velký talent a samouk. Podle historických záznamů její otec ji zprvu neměl v úmyslu učit malovat. Pochopila však jeho techniku a stala se jednou z nejznámějších malířek v Bologni. Byla nazývána „ženskou reinkarnací Guida Reniho“. Podle některých historiků zastínila svého otce i dvě sestry, které byly také malířkami. Ve své biografii Malvasia chválí originalitu její kompozice, styl kresby, rychlý způsob práce a profesionalitu oproti jiné boloňské malířce, Lavinii Fontana, kterou označil za nevýraznou.
Když Elizabettin otec v roce 1654 trpěl dnou natolik, že dále nemohl pracovat, provozovala rodinnou uměleckou dílnu sama a stala se hlavní živitelkou rodiny díky honorářům svých studentů a provizím za portréty. Její studio bylo velmi úspěšné, částečně i kvůli progresivní atmosféře v Bologni, kde byly přijímány a oslavovány i ženy-umělkyně.

## Smrt
Elisabetta Sirani náhle zemřela v srpnu 1665 v Bologni. Její smrt byla považována za podezřelou a služebná Lucia Tolomelli byla obviněna z otravy umělkyně a postavena před soud. Úmrtí Elizabetty bylo považováno za podezřelé, protože Tolomelli požádala o ukončení své služby v rodině jen několik dní před smrtí Elizabetty. Giovanni Andrea Sirani brzy po soudu obvinění stáhl. Laura Ragg poznamenala, že Sirani byla „příliš mladá pro smrt, ale bylo už pozdě pro manželství“. Malvasia připisoval její smrt nemoci z lásky, protože Sirani se nikdy neprovdala. Skutečnou příčinou smrti byla s největší pravděpodobností peritonitida po prasknutí peptického vředu, jako následek intenzivního stresu, kterému byla vystavena poté, co musela zajišťovat provoz celé domácnosti a malířské dílny.

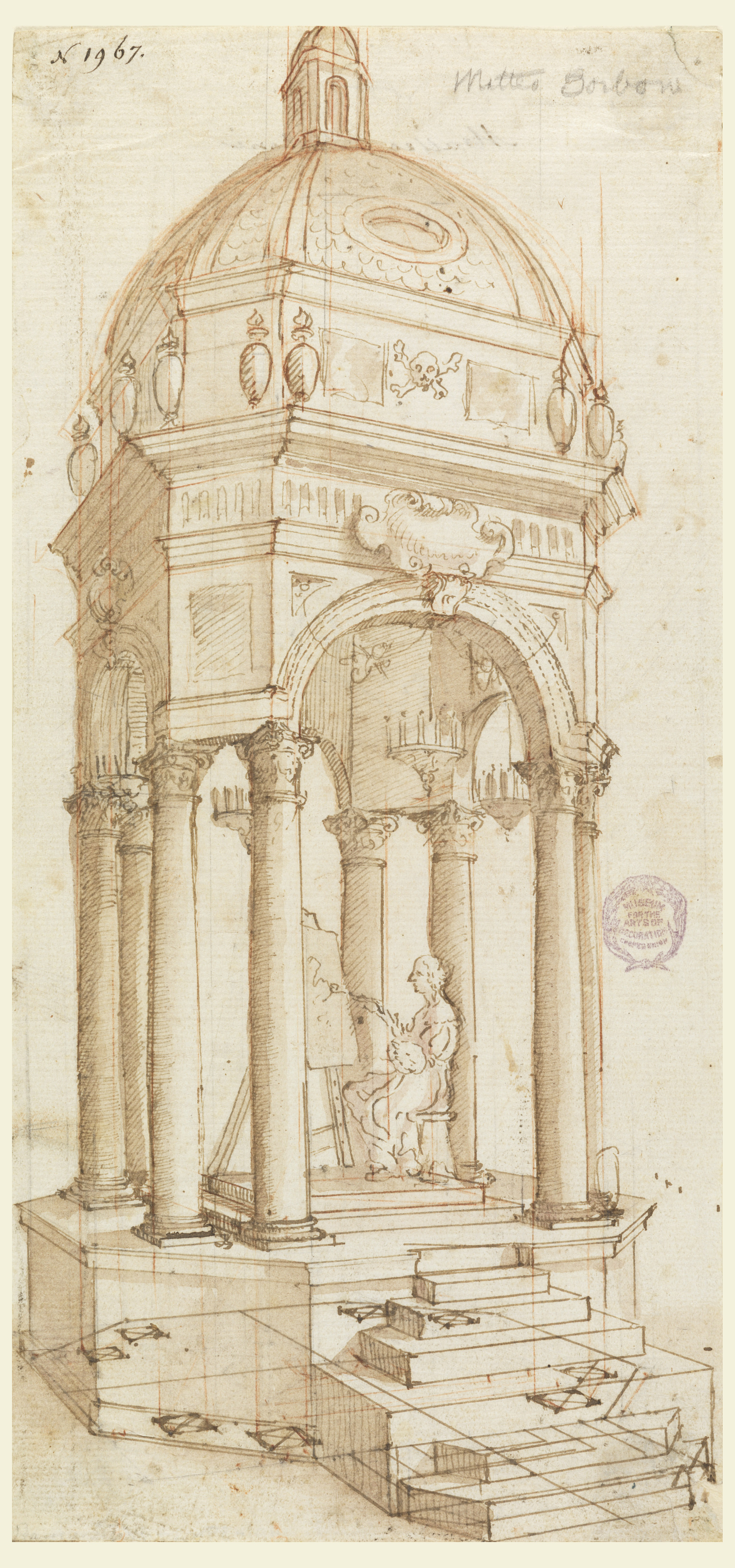
Katafalk Elisabetty Sirani, 1665

Sirani měla slavný pohřeb. Byl jí postaven ohromný katafalk s plastikou Sirani v životní velikosti (ilustrace v biografii Malvasia). Pohřeb byl provázen smutečními projevy a hudbou objednanou na její počest nejvýznamnějšími občany Bologne. Pohřbena byla v bazilice San Domenico, ve stejné hrobce jako učitel jejího otce, Guido Reni. Její veřejný pohřeb považují někteří, včetně Laury Ragg, za oslavu Bologne, města, které zrodilo takovou umělkyni jako byla Sirani. Její současníci ji považovali za předčasně vyspělou a plodnou umělkyni. Sirani popsal básník jako „Lamented Paintbrush (Bědující štětec)“. Malvasia naznačuje, že nešlo o otravu, ale o stav, který spontánně vznikl v těle „temperamentní a oduševnělé ženy, která skrývala svou velikou touhu po snad vytouženém manželovi, kterého jí její otec nedopřál.“ Jakýsi městský úředník v té době napsal, že „je nám smutno všem. Obzvláště dámám, jejichž portréty byly lichotivé, to nemohu popřít. Je skutečně velkým neštěstím ztratit tak velkou umělkyni tak neobvyklým způsobem.“ Honosný a propracovaný pohřeb, kterého se jí dostalo, odráží vysokou úctu, kterou k ní cítili její současníci, a její skutečně mezinárodní slávu.

### Vzdělání
Elisabetta Sirani se učila malovat u svého otce Giovanniho Andrea Siraniho, který patřil k oblíbeným žákům Guida Reniho, jednoho z významných boloňských umělců. Elisabettin otec během svého života nevytvořil mnoho děl, místo toho nastoupil po Renim jako učitel ve škole Ettore Ghislieriho. Do školy Andrea Sirani nejprve nechtěl svou dceru vzít v obavě, že její talent jej zastíní.
V rámci přípravy na svou kariéru získala Elisabetta Sirani vedle odborného uměleckého školení i vzdělání v dalších tehdy populárních předmětech. Učili ji základy biblické historie, dávné příběhy Řecka a Říma, pohanskou mytologii a legendy o svatých. Elisabetta měla také hudební znalosti, její švagr byl hudebník. Ačkoli byla hudba považována za „nejškodlivější umění, potlačující skromnost slušící ženám, neboť hudba ženy odvádí od jejich přirozenosti a slušného chování“, Elizabettina pověst nikdy neutrpěla jejím zájmem o hudbu.
Sirani často čerpala z témat řady malířů, včetně Annibale Carracci, Lorenza Pasinelliho, Michele Desublea, Simone Cantarini a Carlo Cignaniho. Malvasia, který považoval Sirani za svůj objev, ji ve svém „Felsina Pittrice“ představil jako ztělesnění boloňského génia

### Žáci
Po onemocnění otce nejen vedla rodinou dílnu, byla také skvělou učitelkou mnoha umělců, zejména malířek. Ve škole, kterou založila, vyškolila řadu umělců a umělkyň, včetně svých mladších sester Barbory a Anny Marie a nejméně dvanácti dalších mladých žen. Její škola byla první malířská škola pro ženy v Evropě mimo kláštery. Mohly ji navštěvovat ženy bez ohledu na to, zda byly dcerami malířů či měly možnost učit se malbě jiným způsobem.
Mezi její žákyně patřila Veronica Fontana, později známá v celé Itálii jako prvotřídní rytec dřeva; Caterina Pepoli a Maria Elena Panzacchi, které také rozvíjely svou uměleckou kariéru v Bologni. Camelia Lanteri a Lucretia Forni se specializovaly na velké náboženské obrazy. Veronica Franchi si oblíbila mytologické kompozice. Další žákyně byla Lucrezia Scarfaglia. Mezi jejími žákyněmi byla i Ginevra Cantofoli, která během své kariéry vystupovala jako odpůrkyně Sirani a její rivalka. První zakázku Sirani získala už v mládí. Byl to obraz „Křest Krista“, který navazoval na práci jejího otce a byl určen pro Campo Santo v Bologni.

## Dílo

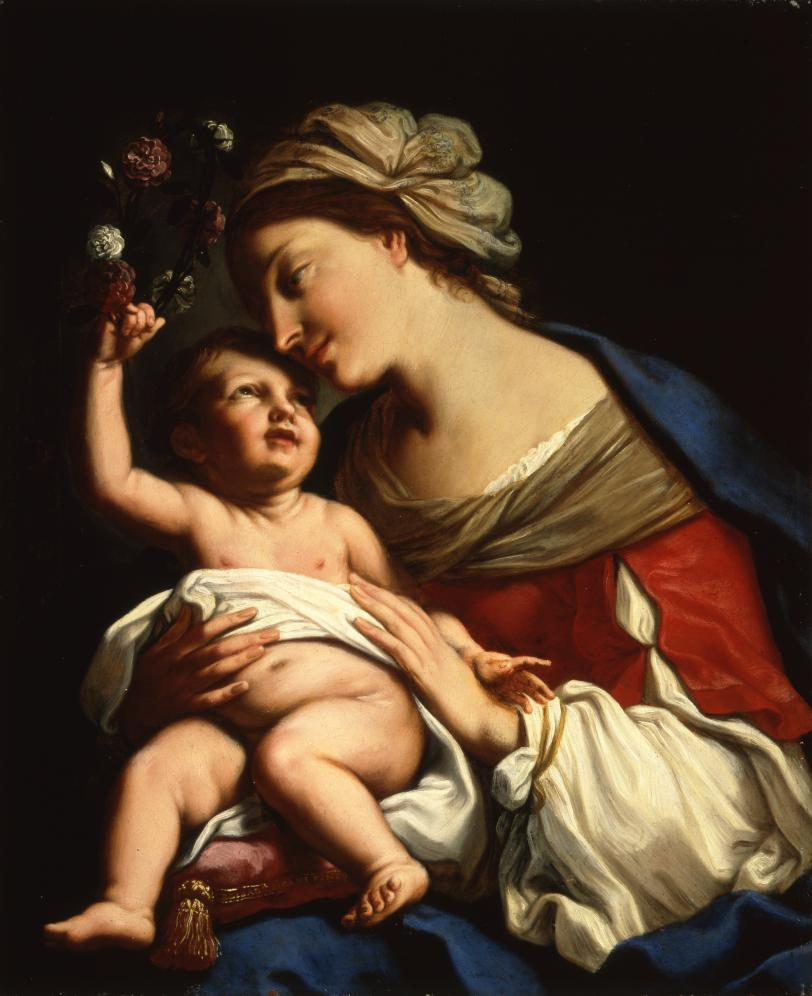
Panna s dítětem, Elizabett Sirani, 1663, National Museum of Women in the Arts, Washington, D.C.

Elisabetta Sirani vytvořila více než 200 obrazů, 15 leptů a stovky kreseb, což z ní dělá mimořádně plodnou umělkyni, zejména s ohledem na její předčasnou smrt. Z těchto stovek kreseb je asi čtvrtina kreseb či tisků známých. Sirani si vedla pečlivý seznam a záznamy o svých obrazech a o tom, kdo byl objednavatelem od roku 1655, což je zaznamenáno v biografii Malvasia. Své obrazy Sirani na rozdíl od svých mužských protějšků podepisovala. Důvodem mohla být obava aby její práce nebyla zaměňována s prací jejího otce. Její podpis byl také způsobem jak dokázat vlastní invenci, jež jí podle umělecké historičky Ann Sutherland Harrisové odlišovala od ostatních italských umělkyň. Obdivuhodná byla i rychlost s jakou malovala své obrazy. Namalovala tolik obrazů, že mnozí pochybovali, že je namalovala sama. Aby tato obvinění vyvrátila, pozvala dne 13. května 1664 pochybovače aby sledovali, jak na jedno sezení namaluje portrét.
Nevyhýbala se žádnému tématu, malovala obrazy historických a biblických příběhů, často představujících ženy, malovala alegorie a portréty. Byla také první umělkyní, která se specializovala na historickou malbu, styl, který poté následovala řada malířek, včetně těch, které učila. Svou specializací na historickou malbu se velmi lišila od ostatních malířek té doby. Ty se obvykle specializovaly na zátiší. V roce 1657 přijala první významnou veřejnou zakázku v Bologni od Daniele Granchi, představené kartuziánského kostela Certosa di Bologna.

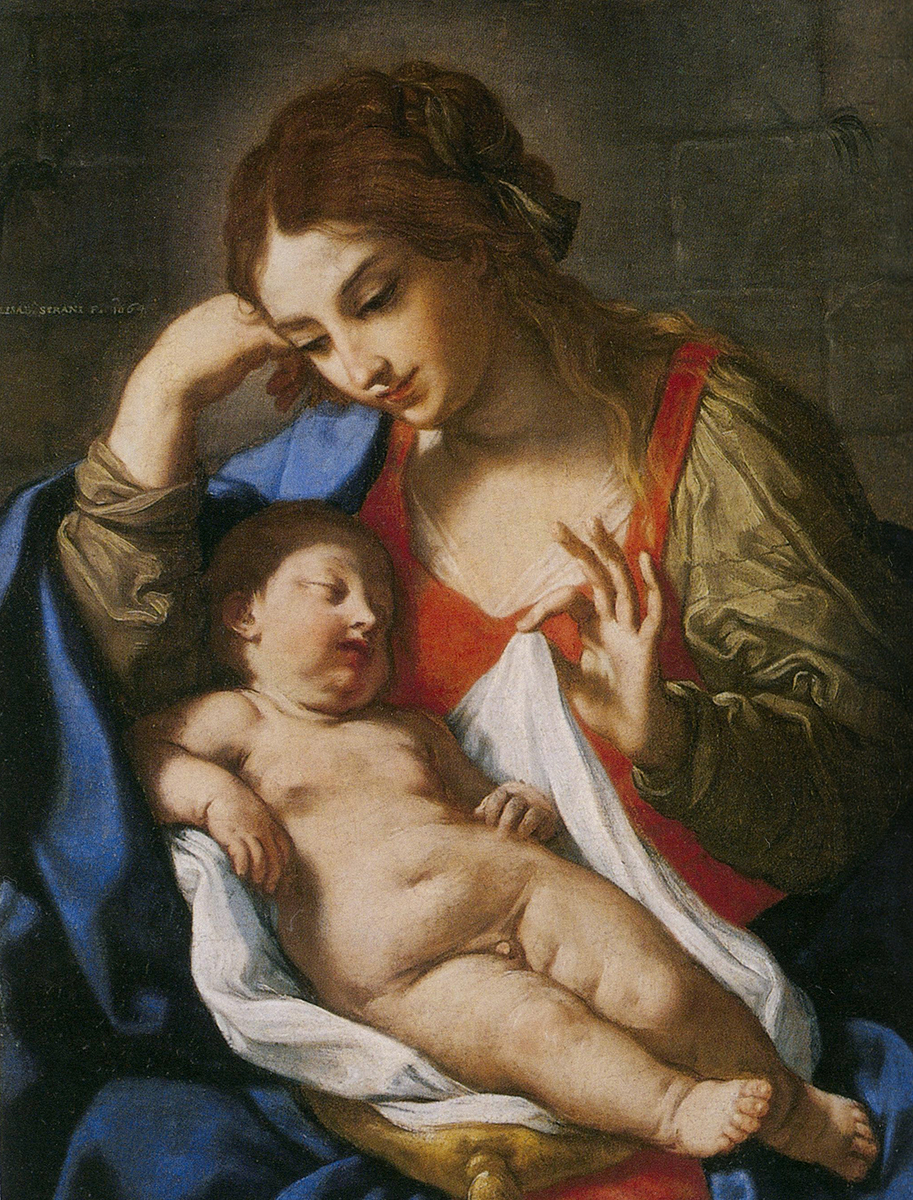
Zasněná Madonna s malým Ježíškem, olej na plátně, 85 × 69 cm, 1664

Namalovala nejméně 13 oltářních obrazů, včetně obrazu „Křest Krista“ pro kartuziánský klášter „Certosa di Bologna“ v roce 1658. Kolem roku 1660 se začala intenzivně zaměřovat na malé obrazy zbožnosti, zejména kompozice na témata Panna s dítětem a Svatá rodina, které byly nesmírně oblíbené u soukromých sběratelů. Malovala obrazy pro krále, kardinály, knížata, vévody, obchodníky a akademiky z celé Evropy. Stala se skutečnou celebritou, její ateliér navštěvovali diplomaté, političtí vůdci a šlechtici.
Její styl byl blízký stylu učitele jejího otce, Guida Reniho, ale Elisabetta používala dramatičtější kontrasty světla a stínu, virtuóznější tahy štětcem a brilantnější barvu. Kresba se blíží stylu kresby Lodovica Carracciho, Giovanniho Francesca Barbieriho (Guercino) a Simone Cantariniho. Její portréty ženských hrdinek, jako je „Portia Wounding Her Steigh“ (Zraňující se Portia), jsou srovnatelné s dílem Artemisie Gentileschi. Sirani si pro své obrazy často vybírala méně známá témata a její jedinečná interpretace ikonografie si vysloužila chválu u řady současníků. „Sirani vytvářela kresby různou technikou, používala štětec, pero a inkoust, černou a červenou křídu či kombinace obou.“  Její kresby, i když jsou vytvořeny různou technikou, obvykle perem nebo štětcem a inkoustem, vykazují stejnou brilantnost jako její obrazy, často rychle provedené s tím, co Malvasia popisuje jako „nonšalance“.
Sirani se podařilo změnit umělecké genderové konvence. Předpokládaným žánrem pro malířky bylo portrétování. Elizabetta se věnovala různým žánrům, včetně alegorií. Mnoho jejích alegorií bylo založeno na encyklopedii emblémů, atributů, personifikací a alegorických postav z mytologie, historie a filozofie Cesareho Ripy: Iconologia overo Descrittione Dell'imagini Universali cavate dall'Antichità et da altri luoghi. Mezi její oblíbená témata patřila řecká a římská mytologie a mytologické postavy a poezie.
Umělkyně té doby se o mužské akty příliš nepokoušely, protože si nepřály projevit nedostatek zkušeností s mužskou nahotou.(Muži jim často pózování odmítli,byli si vědomi dopadu na jejich pověst.) Pokud už byl zobrazen mužský akt, byla to obvykle kompozice vedená náboženskou symbolikou, například zobrazení Ježíše Krista. Kompozice „Deset tisíc mučedníků“ je plná nahých mužských postav. I když spadá do této náboženské kategorie mužského aktu, práce Sirani vykazuje silný smysl pro individualitu.

### Judita a Holofernes (1660)

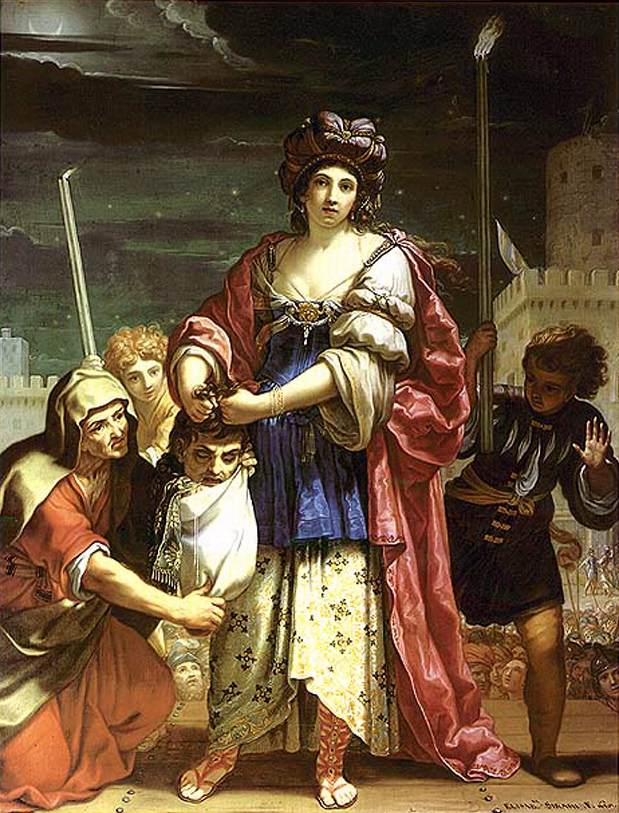
Judita s hlavou Holoferna

Téma Judity bylo populární pro umělkyně 17. století. Počet malířek tvořících kompozice na historická témata stoupal, mnoho z nich mělo otce, kteří se věnovali výhradně nebo většinou historické malbě. Elisabetta Sirani nebyla výjimkou, protože její otec, Giovanni Andrea Sirani, studoval a učil historickou malbu. V pojetí Sirani, extrémně odlišném od verze Artemisie Gentileschi ve stylu Caravaggia, je vrcholem obrazu postava Judity, která vytváří klasickou trojúhelníkovou kompozici připomínající renesanci. Juditina služebná je stará a vetchá a pomáhá Juditě nést hlavu Holofernovu. Sirani zobrazuje Juditu v noci a divák se stává svědkem vraždy. Obraz byl často přirovnáván k práci Gentileschi „Zavraždění Holoferna“, z roku 1620, dílo považováno za zobrazení násilí. Oba obrazy ale ukazují Juditu jako ženu silnou a energickou. Gentileschi vykresluje služebnou jako účastnici tajné dohody s Juditou, Sirani ji zobrazuje jako aktivní služebnici a tímto způsobem zdůrazňuje energičnost Judity. V jiných dílech na téma Judita a Holofernes ukazuje Sirani Juditu jako ženu rozvážnou a mírnou. Její zuřivost spočívá spíše v akci zabití Holoferna, než v jejím obličeji nebo pohybech či kompozici. V žádné z verzí Sirani se Judita na useknutou hlavu Holoferna nedívá. Více než rozhodná a angažovaná, jako jsou Judity Artemisie Gentileschi, je Judita Sirani krásná žena, které si je možno vážit a neodsuzovat ji. Srovnání s Gentileschi ukazuje rozlišnost přístupu jednotlivých umělkyň.

### Svatý Antonín Paduánský (1662)

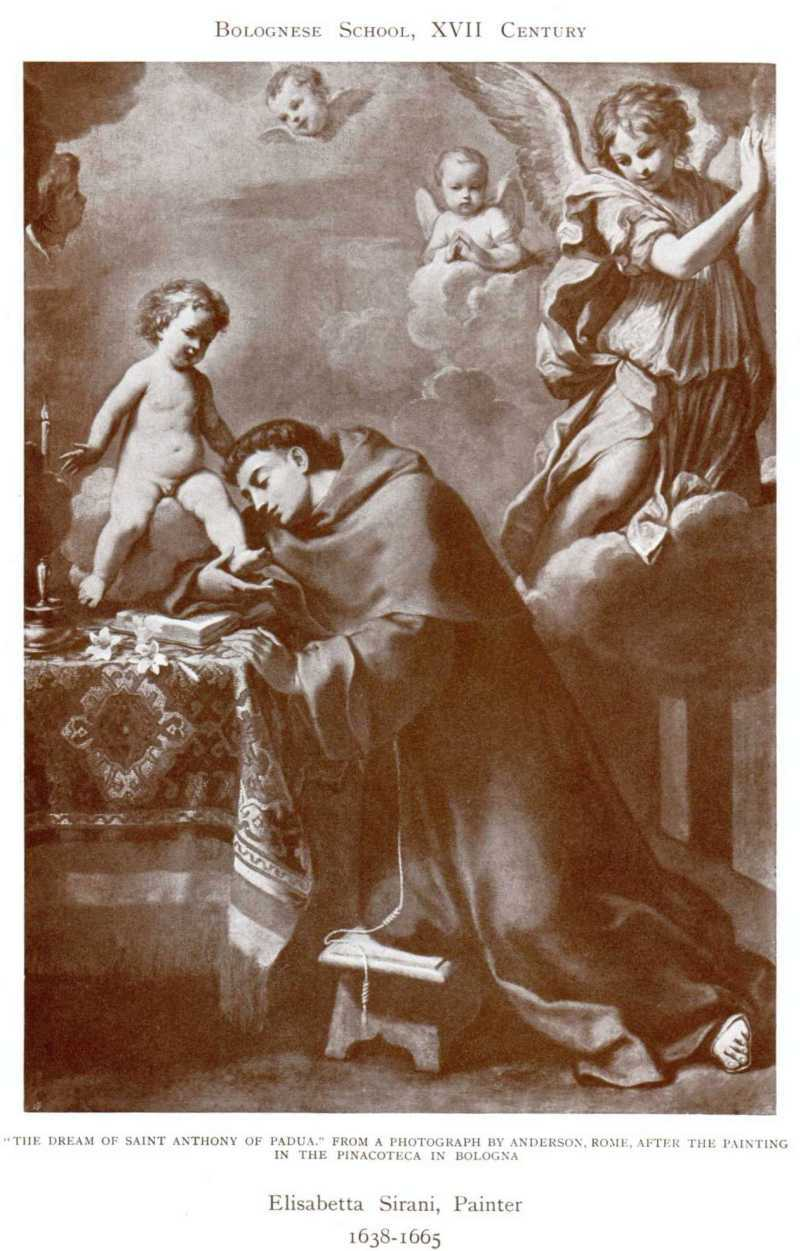
Svatý Antonín Paduánský, 1662, Pinacoteca Nazionale di Bologna, Bologna, Itálie

Tento obraz je vystaven v Pinakotéce v Bologni poblíž díla Guida Reniho. Mladý Svatý Antonín, který je obvykle zobrazován jako asketický snílek, je zde viděn klečící mezi andělskými dětmi. Nebeské děti jsou zobrazeny jako esence pozemské lásky. Kompozice je založena na diagonále, která se výrazně odlišuje od ostatních obrazů v této galerii. Objednavatelem byl klenotník Giovanni Battista Cremonese.

### Zraňující se Portia (1664)

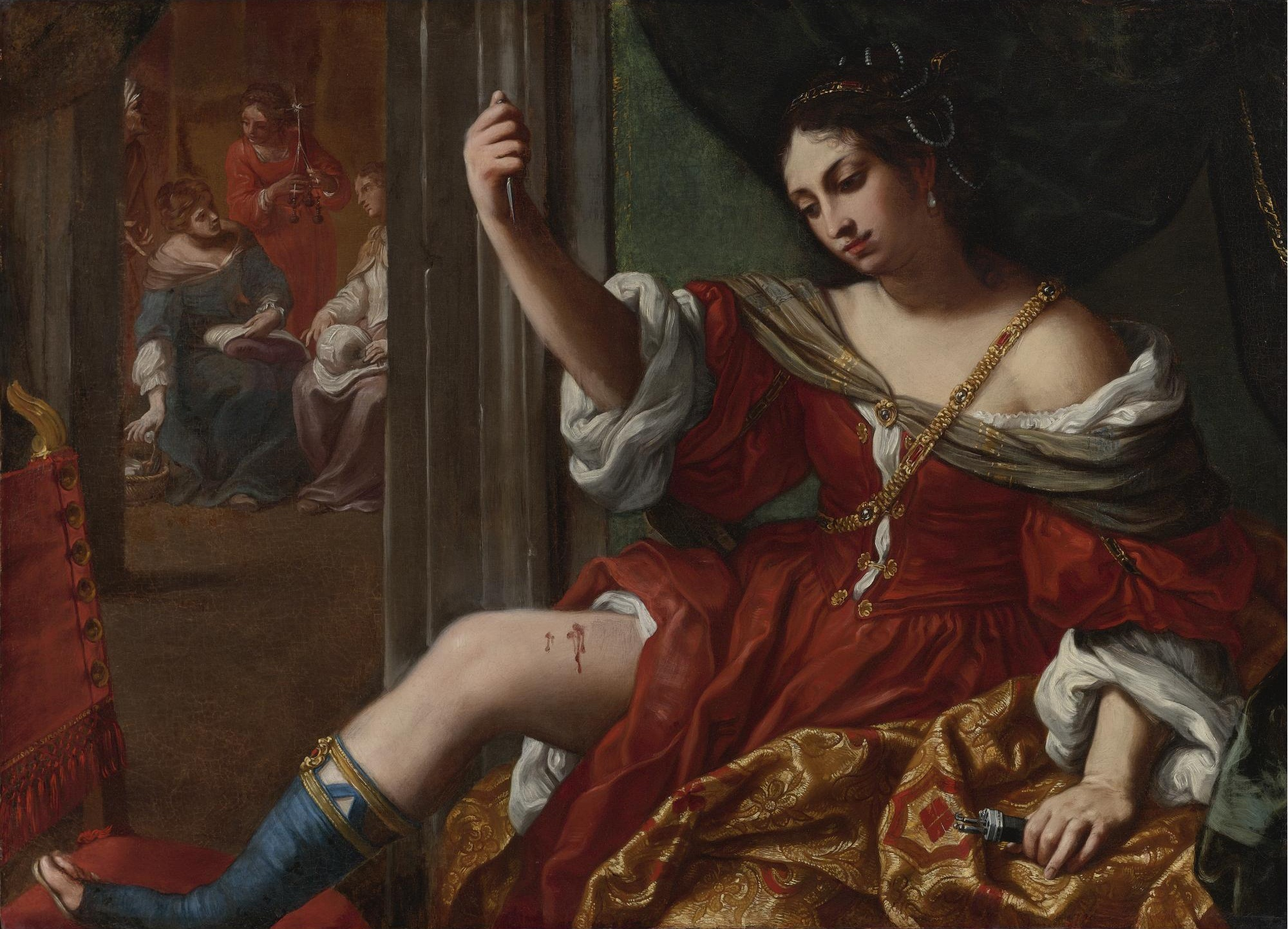
Zraňující se Portia, 1664, Collezioni d'Arte e di Storia della, Bologna

Tento obraz je často chápán jako ukázka ženského pohledu. Na pochmurném pozadí ukazuje Sirani Portii – ženu římského senátora Marca Iunia Bruta, oděnou do výrazně červeného šatu a s nožem nad již krvácejícím odhaleným stehnem. Podle Plútarcha, původního vypravěče příběhu o Portii, která si poranila stehno, si Portia takto ublížila, aby dokázala svému manželovi Brutovi, že se chce podílet na jeho břemenu a tajemstvích. Jejím záměrem bylo přesvědčit manžela o své silné vůli. Moderní vědci však uvádějí, že obraz ve svém vyjádření nemusí být tak feministický, jak je někdy interpretován. Nutnost sebepoškozování k prokázání silné vůle ženy za účelem přístupu k pocitům manžela zpochybňuje pohled feministek. Mimo to je v Portinině odhaleném stehně, uvolněném rouchu, připraveném noži a hadí čelence skrytá sadomasochistická sexualita. Sedmnácté století bylo plné temných, sexuálních, násilných a znepokojivých obrazů, takže není divu, že si Sirani zvolila těžkou uzavřenou atmosféru s temným osvětlením a bohatými barvami.

## Kultura
Sirani je zmiňována v díle The Dinner Party, autorky Judy Chicago.
Od roku 1994 nese její jméno kráter na planetě Venuši.
Sirani obraz Panna a dítě z roku 1663, nyní ve sbírce National Museum of Women in the Arts ve Washingtonu, D.C., byl vybrán do série vánočních známek poštovní služby USA v říjnu 1994. Jednalo se o první dílo této umělkyně vybrané pro tuto příležitost.
Její obraz „Herodias s hlavou Jana Křtitele“ je uveden na obálce kanadské metalové kapely Cryptopsy z roku 1996 alba None So Vile.

## Galerie

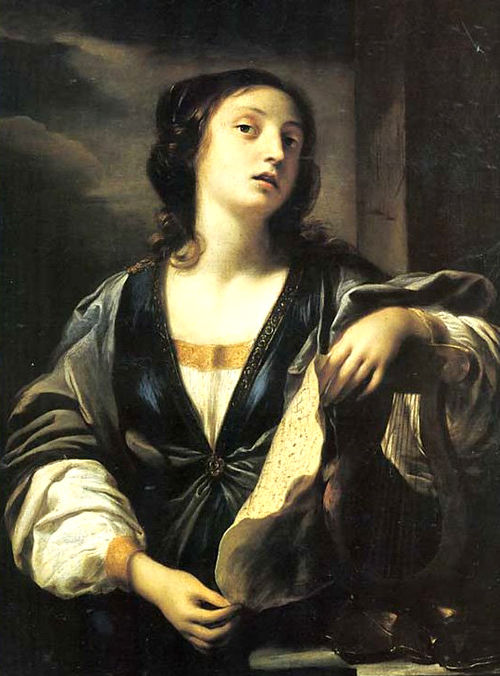
Alegorie hudby, 1659
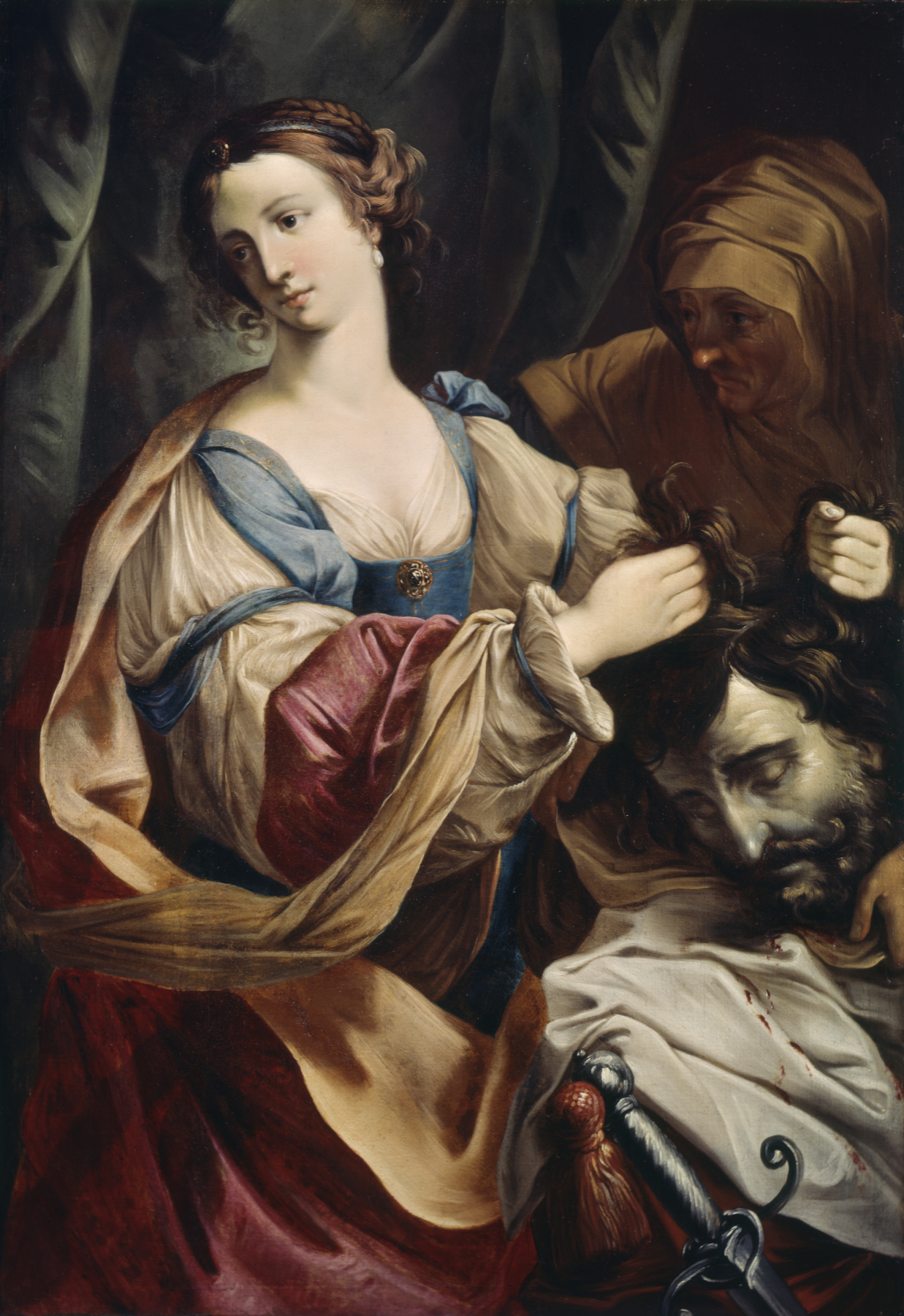
Judita s hlavou Holofernovou
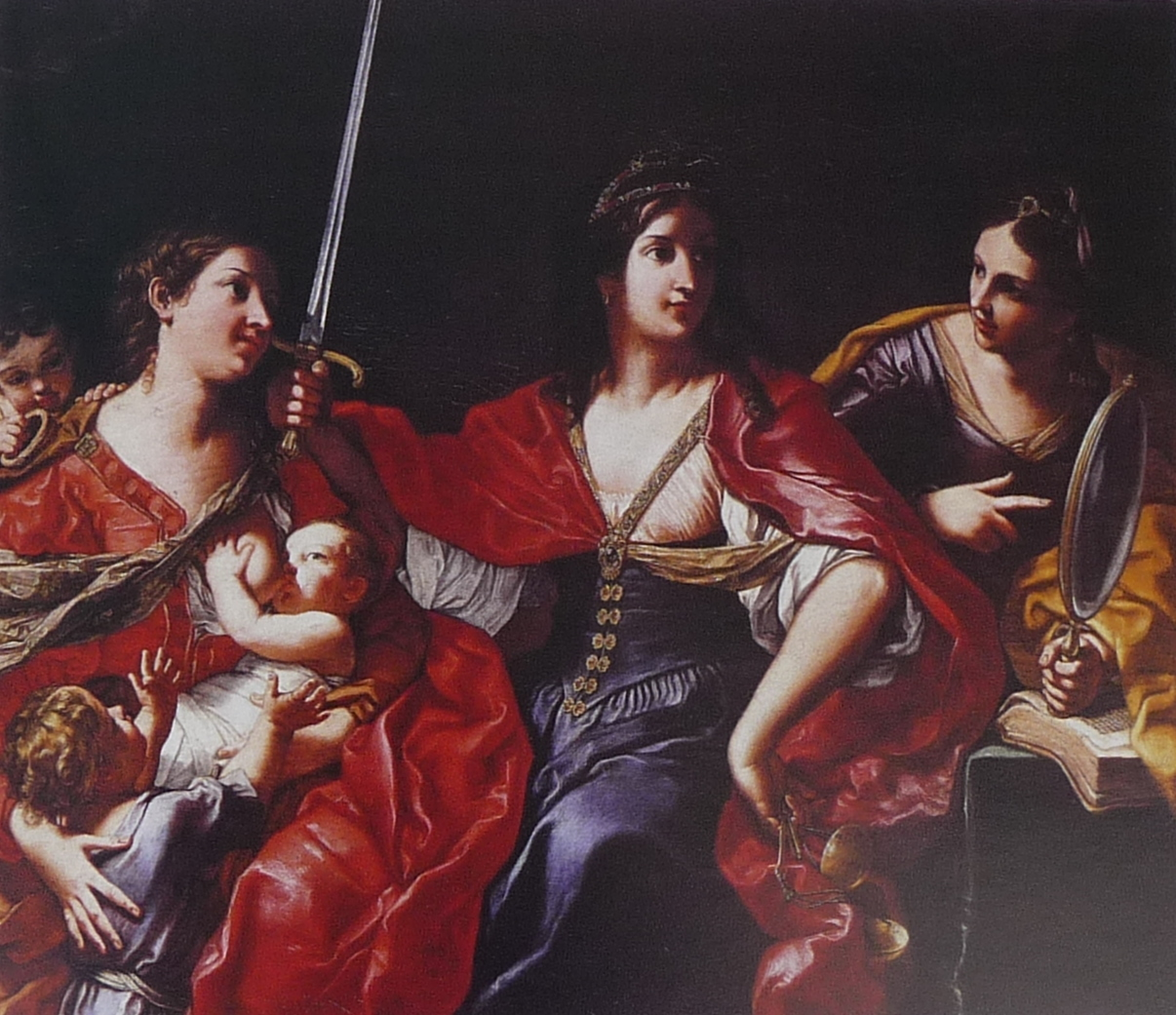
Alegorie spravedlnosti, charity a prozíravosti, 1664
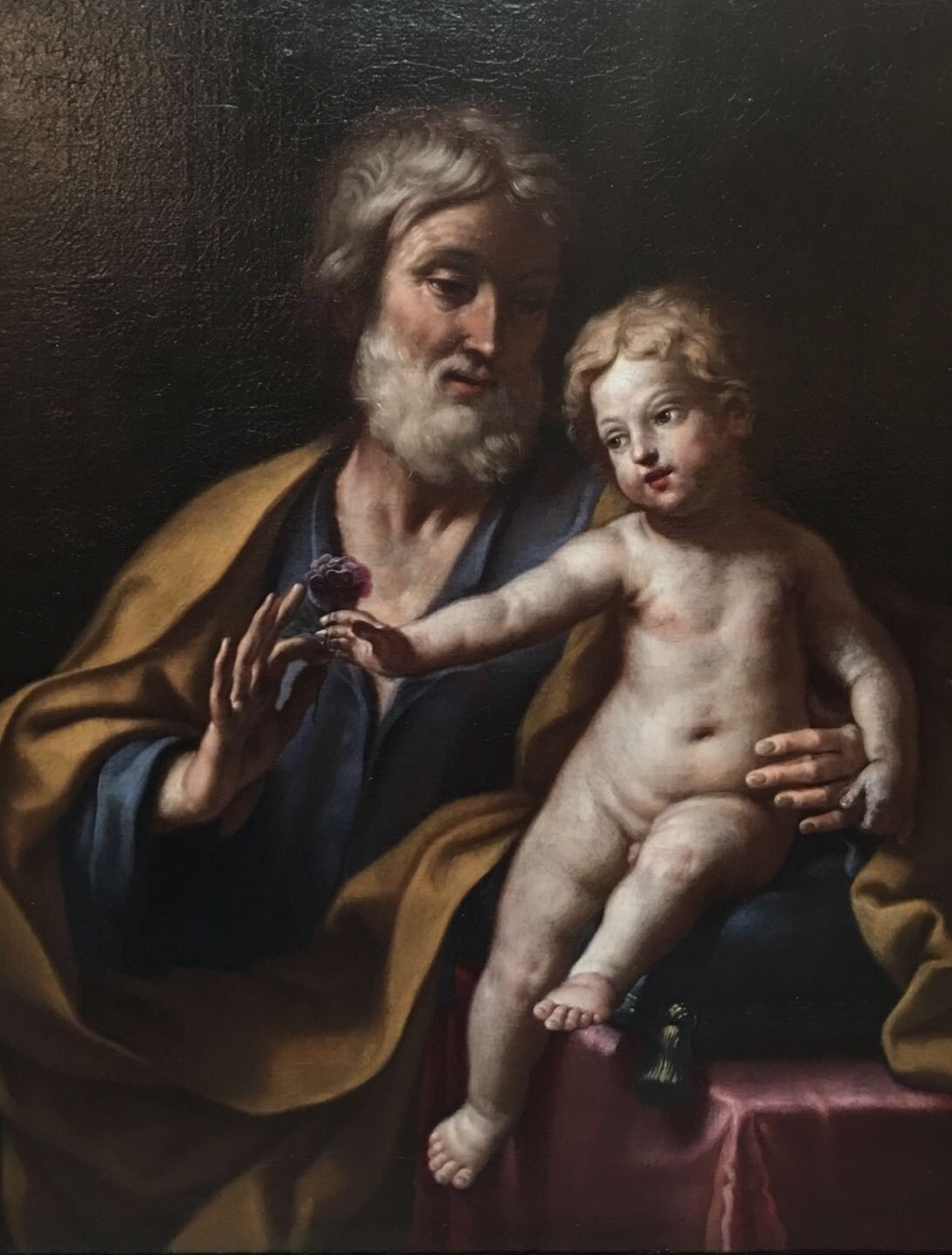
Svatý Josef s Ježíškem, kolem 1662
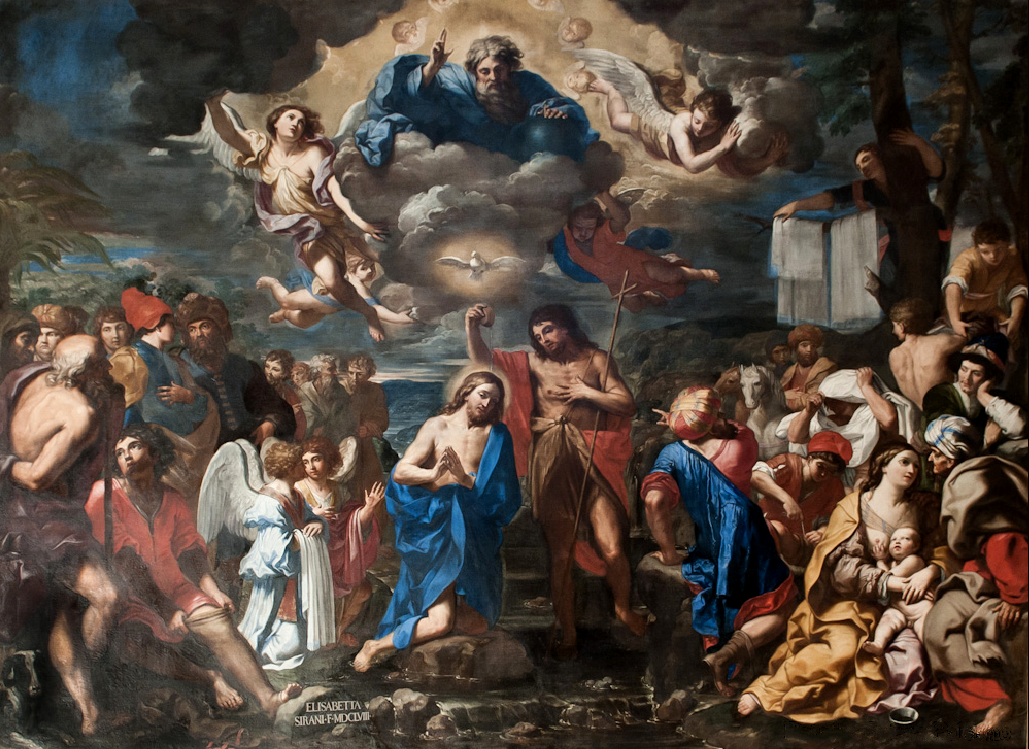
Křest Krista, 1658
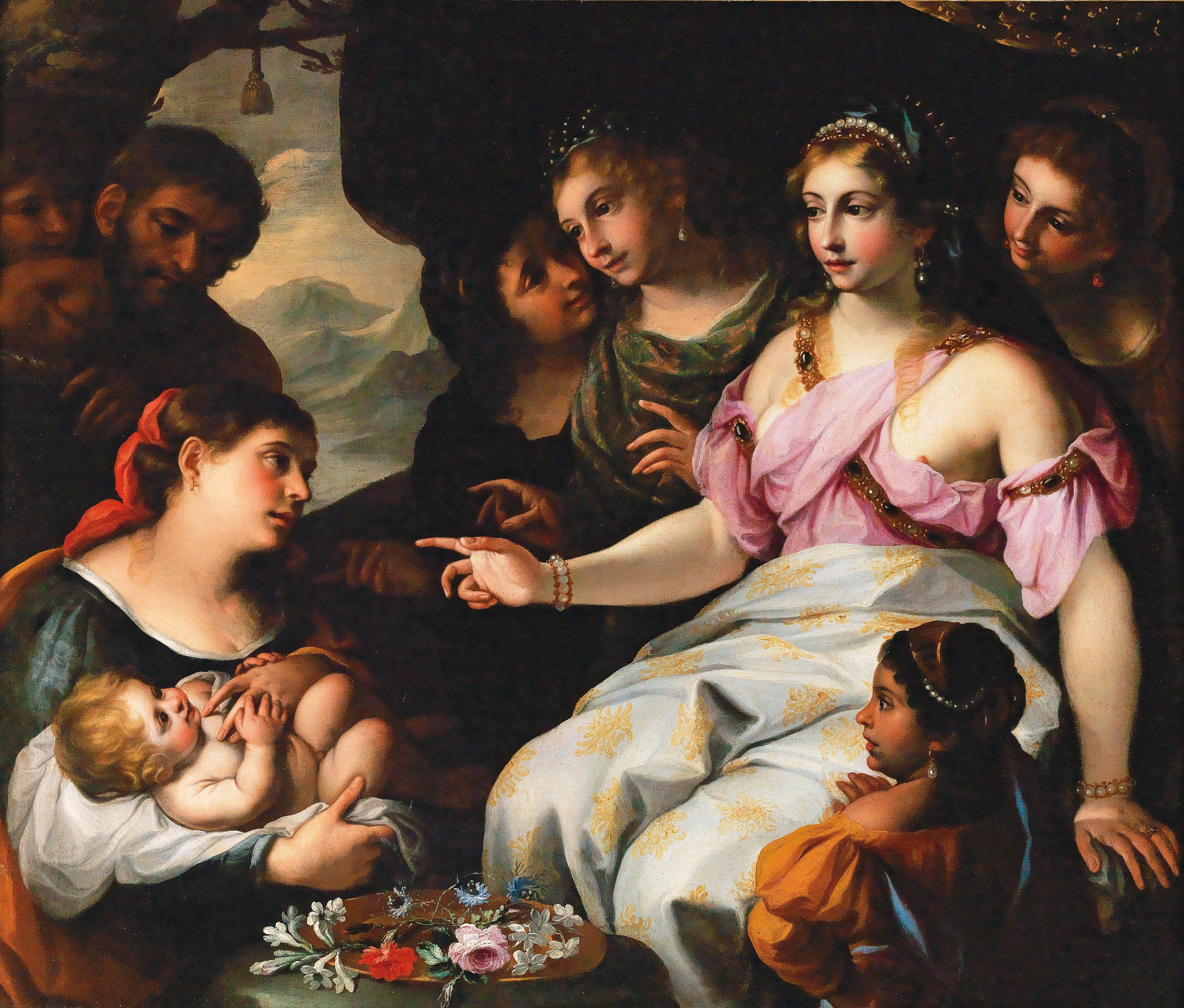
Nalezení Mojžíše, 1665
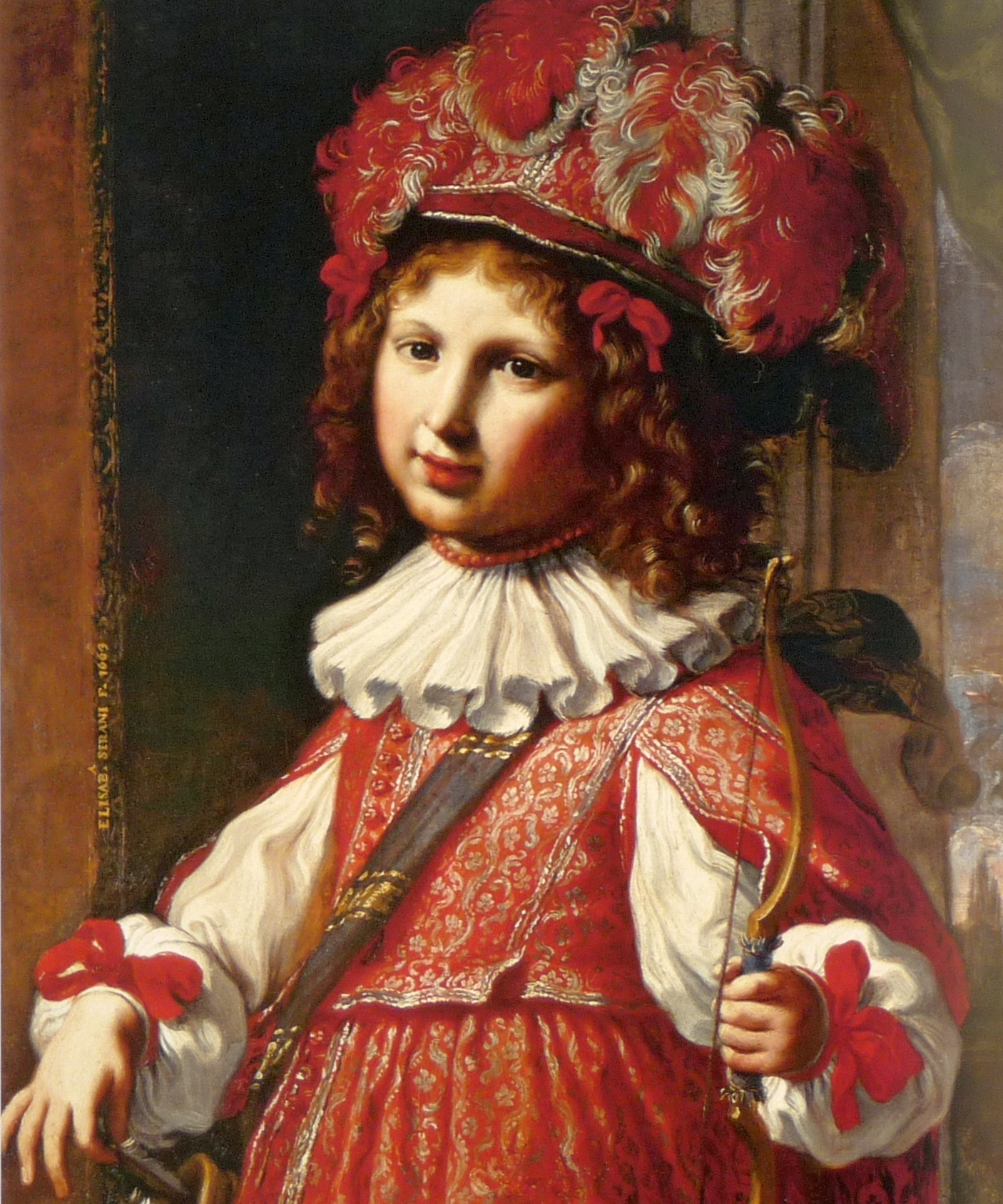
Portrét Vincenza Ferdinanda Ranuzzi jako Amora, 1663
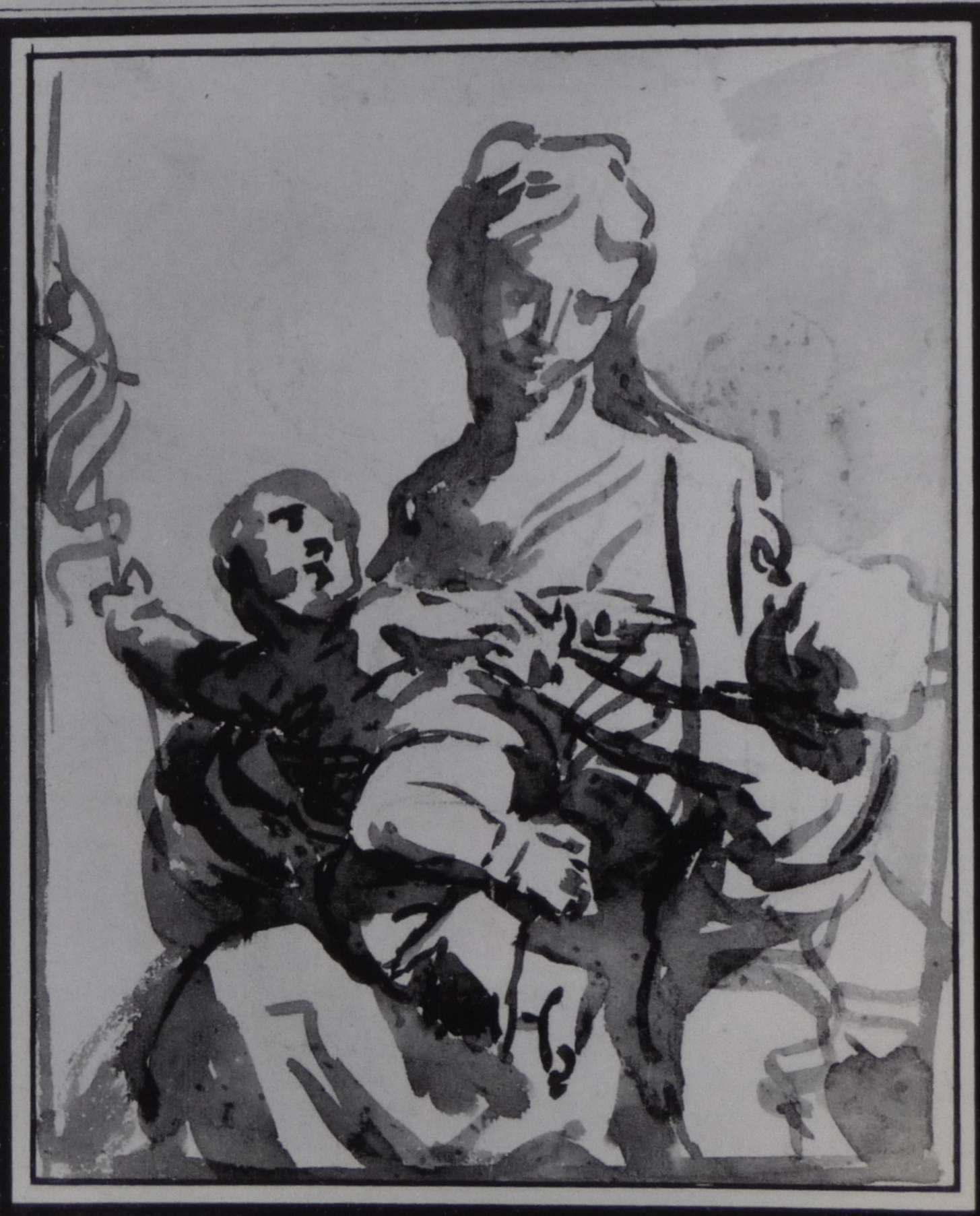
Virgin and Child, inkoust na papíře